# Iba May
Iba May (* 6. Juni 1998 in Berlin) ist ein deutscher Fußballspieler, der als Mittelfeldspieler spielt und aktuell bei Hertha 03 Zehlendorf unter Vertrag steht.

## Karriere
May begann in der Jugend von Tennis Borussia Berlin Fußball zu spielen. 2013 wechselte er dann zum VfL Wolfsburg, wo er unter anderem in der UEFA Youth League zum Einsatz kam. 2017 unterschrieb er einen Vertrag bei deren zweiter Mannschaft. Für diese machte er 58 Spiele in der Regionalliga. Im August 2020 folgte die erste Profistation seiner Karriere. May wechselte zu Eintracht Braunschweig. Sein Debüt in der 2. Bundesliga gab er am 26. September 2020 beim 0:0-Unentschieden gegen Holstein Kiel, als er in der Nachspielzeit für Fabio Kaufmann ins Spiel kam. Seinen ersten Pflichtspieleinsatz für die Braunschweiger hatte er jedoch bereits zwei Wochen zuvor im DFB-Pokal-Erstrundenspiel beim 5:4-Sieg gegen den Bundesligisten Hertha BSC, wo er in der 88. Minute ebenfalls für Fabio Kaufmann eingewechselt wurde. Nach der Saison 2021/22 verließ er Braunschweig.
Nach einem halben Jahr ohne Verein wechselte May im Januar 2023 zum Regionalligisten FC Viktoria 1889 Berlin. Für die Viktoria machte er bis zum Ende der Saison 2022/23 16 Spiele in der Regionalliga Nordost. Zur Saison 2023/24 wechselte er zum österreichischen Bundesligisten SK Austria Klagenfurt, bei dem er einen bis Juni 2025 laufenden Vertrag erhielt. Für Klagenfurt kam er aber verletzungsbedingt bis zur Winterpause nie zum Einsatz. Im Januar 2024 kehrte er daraufhin leihweise wieder zu Viktoria Berlin zurück. Während der Leihe kam er zu neun Regionalligaeinsätzen. Zur Saison 2024/25 kehrte er wieder nach Klagenfurt zurück, wo er aber bei den Profis weiterhin keine Rolle spielte und ausschließlich für die viertklassigen Amateure zum Zug kam. Klagenfurt stieg 2025 aus der Bundesliga ab, May verließ den Verein anschließend und wechselte zu Hertha 03 Zehlendorf.